# Аеродром Бургас
Аеродром Бургас (IATA: BOJ, ICAO: LBBG) је међународни аеродром у југоисточној Бугарској и други по величини у земљи. Налази се близу северног насеља Сарафово, отприлике 10 км од центра града. Аеродром углавном опслужује Бургас и друга приморска места на јужној обали Бугарске која привлаче многе туристе током летње сезоне одмора.

## Објекти

### Терминали
У децембру 2011. почели су радови на изградњи новог Терминала 2. Планирано је да нови терминал има капацитет од 2.700.000 путника и површину од 20000 м2. Нова зграда терминала је пројектована тако да се, ако је потребно, може лако надоградити ради даљег повећања капацитета. Изградња новог терминала је завршена 2013., а оперативан је од децембра 2013.
Терминал 2 је заменио старији Терминал 1, који је изграђен 50-их и проширен почетком 90-их, и сада опслужује сав путнички саобраћај аеродрома. Терминал је опремљен са 31 шалтером за пријаву, три контролна пункта за карте за укрцавање, девет безбедносних трака и осам излаза за одлазак. Зона долазака (подељена на шенгенску и нешенгенску зону) има 12 имиграционих станица и четири траке за пртљаг. Путнички садржаји укључују 800 м2 простора намењеног куповини и 1220 м2 за услуге хране и пића. Такође постоји спољашње двориште површине 550 м2.

### Писта
Писта је дугачка 3200 метара.
Реконструкција и рехабилитација рулних стаза почела је 31. октобра 2016. на аеродрому у Бургасу. Пројекат обухвата комплетну рехабилитацију 3.500 квадратних метара рулне стазе „H“, комплетну рехабилитацију рулне стазе „А“, као и подручја поред места чекања на писти. Систем за управљање и праћење осветљења аеродрома и опреме за прилазна светла биће замењен. Укупна инвестиција у ове пројекте је преко 12 милиона лева.

## Авио-компаније и дестинације
Следеће авио-компаније обављају редовне и чартер летове на аеродрому у Бургасу:
| Airlines                 | Destinations |
| ------------------------ | --- |
| Aer Lingus               | Seasonal: Dublin |
| airBaltic                | Seasonal: Riga, Tallinn |
| Austrian Airlines        | Seasonal: Vienna (resumes 19 June 2025) |
| Avion Express            | Seasonal charter: Vilnius |
| Brussels Airlines        | Seasonal charter: Brussels |
| Bulgaria Air             | Sofia |
| Buzz                     | Seasonal charter: Bydgoszcz, Katowice, Kraków, Poznań, Warsaw–Chopin, Wrocław |
| Corendon Dutch Airlines  | Seasonal: Amsterdam, Brussels, Maastricht/Aachen |
| Discover Airlines        | Seasonal: Frankfurt, Munich (begins 2 July 2025) |
| easyJet                  | Seasonal: Berlin, London–Gatwick, Manchester |
| Electra Airways          | Seasonal: Cologne/Bonn (begins 19 May 2025), Düsseldorf (begins 16 May 2025), Frankfurt (begins 16 May 2025), Hannover (begins 18 May 2025), Leipzig/Halle (begins 17 May 2025), Munich (begins 17 May 2025), Stuttgart (begins 17 May 2025) |
| Enter Air                | Seasonal charter: Gdańsk, Katowice, Porto, Poznań, Prague Warsaw–Chopin, Wrocław |
| Eurowings                | Seasonal: Cologne/Bonn, Düsseldorf, Hamburg, Salzburg, Stuttgart |
| Finnair                  | Seasonal charter: Helsinki |
| Freebird Airlines Europe | Seasonal charter: Leipzig/Halle Paderborn/Lippstadt |
| GetJet Airlines          | Seasonal charter: Vilnius |
| Iberojet                 | Seasonal charter: Madrid |
| Jet2.com                 | Seasonal: Birmingham, Bristol, East Midlands, Edinburgh, Glasgow, Leeds/Bradford, Liverpool, London–Stansted, Manchester, Newcastle upon Tyne                                                                                                |
| Jet Time                 | Seasonal charter: Billund, Copenhagen, Helsinki, Umeå |
| LOT Polish Airlines      | Seasonal charter: Katowice, Warsaw–Chopin |
| Luxair                   | Seasonal: Luxembourg |
| Norwegian Air Shuttle    | Seasonal: Copenhagen, Helsinki, Oslo, Riga (begins 13 June 2025), Stockholm–Arlanda |
| Ryanair                  | Seasonal: Bratislava, Budapest, Dublin, Gdańsk, Kaunas, Kraków, London–Luton, Poznań, Vienna, Warsaw–Modlin |
| Scandinavian Airlines    | Seasonal charter: Copenhagen, Oslo, Stavanger, Trondheim |
| Smartwings               | Seasonal: Bratislava, Brno, Košice, Ostrava, Prague Seasonal charter: České Budějovice, Gdańsk, Katowice, Pardubice, Warsaw–Chopin |
| Sunclass Airlines        | Seasonal charter: Helsinki, Oslo |
| Sundair                  | Seasonal: Berlin, Dresden |
| TUI Airways              | Seasonal: Birmingham, Bristol, Cardiff, London–Gatwick, Manchester, Newcastle upon Tyne |
| TUI fly Belgium          | Seasonal: Brussels |
| TUI fly Deutschland      | Seasonal: Hannover |
| TUI fly Netherlands      | Seasonal: Amsterdam |
| TUI fly Nordic           | Seasonal charter: Gothenburg (Resumes 22 May 2025), Stockholm–Arlanda |
| Wizz Air                 | Seasonal: Budapest, Gdańsk, Katowice, London–Luton, Lublin, Vienna, Warsaw–Chopin |

## Статистика
| Ранг | Одредиште            | Путници |
| ---- | -------------------- | ------- |
| 1    | Пољска               | 473.868 |
| 2    | Уједињено Краљевство | 376.570 |
| 3    | Чешка Република      | 206.810 |
| 4    | Немачка              | 159.440 |
| 5    | Израел               | 88.294  |

| Ранг | Одредиште | Путници |
| ---- | --------- | ------- |
| 1    | Лондон    | 142.809 |
| 2    | Варшава   | 128.778 |
| 3    | Катовице  | 112.569 |
| 4    | Праг      | 109.985 |
| 5    | Тел Авив  | 88.294  |

## Инциденти и несреће
- 18. јула 2012. догодио се напад на аеродрому у Бургасу. Бомбаш самоубица ушао је у аутобус који је превозио израелске држављане до бугарског летовалишта Сунчани брег у Бургасу, а починилац је детонирао бомбу, усмртивши шест цивила (и једног бомбаша самоубицу) и ранивши 32 особе. Напад је резултирао затварањем аеродрома у Бургасу на више од 30 сати, што је резултирало преусмеравањем већине летова на аеродром у Варни.[75][76]